# یواس‌اس پرچ (اس‌اس-۳۱۳)
یواس‌اس پرچ (اس‌اس-۳۱۳) (به انگلیسی: USS Perch (SS-313)) یک زیردریایی بود که طول آن ۳۱۱ فوت ۹ اینچ (۹۵٫۰۲ متر) بود. این زیردریایی در سال ۱۹۴۳ ساخته شد.